# Poncha
La Poncha es una bebida tradicional y emblemática de la Región Autónoma de Madeira (Portugal), hecha a base de aguardiente de caña de azúcar, miel y zumo de limón.